# Diagram czynności

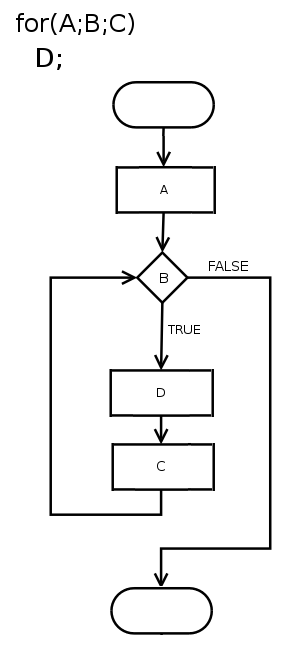
Diagram czynności dla pętli for

Diagram czynności (zwany czasami diagramem aktywności) w języku UML służy do modelowania czynności i zakresu odpowiedzialności elementów bądź użytkowników systemu. Jest niejako podobny do diagramu stanów, jednak w odróżnieniu od niego nie opisuje działań związanych z jednym obiektem a wieloma, pomiędzy którymi może występować komunikacja przy wykonywaniu czynności.

## Elementy
- Początkowy i końcowy stan akcji, przedstawiane odpowiednio jako wypełnione koło oraz wypełnione koło w okręgu.
- Stan akcji zawierający etykietę ją opisującą. Obrazowany za pomocą prostokąta z zaokrąglonymi narożnikami.
- Przejście przepływu sterowania (ciągła strzałka), występujące pomiędzy czynnościami. Zakończenie jednej czynności powoduje rozpoczęcie drugiej.
- Przejście przepływu obiektów (przerywana strzałka). Obiekt występuje pomiędzy aktywnościami, co oznacza że jest otrzymywany na wyjściu pierwszej z nich, a pobierany na wejściu drugiej.
- Tory pływackie, rysowane za pomocą linii ciągłych. Służą do określania, który element systemu wykonuje dane akcje.
- Decyzje (obrazowane za pomocą rombów) służące do wyboru jednego przejścia przepływu sterowania. Odpowiednie wyjścia opisywane są warunkami, które muszą zostać spełnione by dane przejście mogło zajść.
- Współbieżność obrazowana jest za pomocą pogrubionej kreski i dzieli się na dwa elementy:
  - Synchronizacja sterowania — aby nastąpiło przejście (lub przejścia) wychodzące, muszą wystąpić wszystkie przejścia przychodzące.
  - Rozdzielenie sterowania — po zajściu przejść przychodzących występują jednocześnie wszystkie przejścia wychodzące.
  - Opcjonalnie możemy wyznaczyć elementy rozproszone, nadając im symbol :R przy przejściu w kolejny stan.